# Бетко Ірина Павлівна
Іри́на Па́влівна Бетко́ (*10 березня 1962, Київ) — літературна перекладачка. Кандидатка філологічних наук.
Народилася 10 березня 1962 р. в м. Києві.
Закінчила філологічний факультет Київського державного університету ім. Т. Г. Шевченка. Працює науковим співробітником Інституту літератури НАН України.
Авторка численних перекладів з новогрецької та латинської, багатьох статей з питань теорії і практики, а також історії українського поетичного перекладу.